# Sint-Theresiakerk (Berchem)

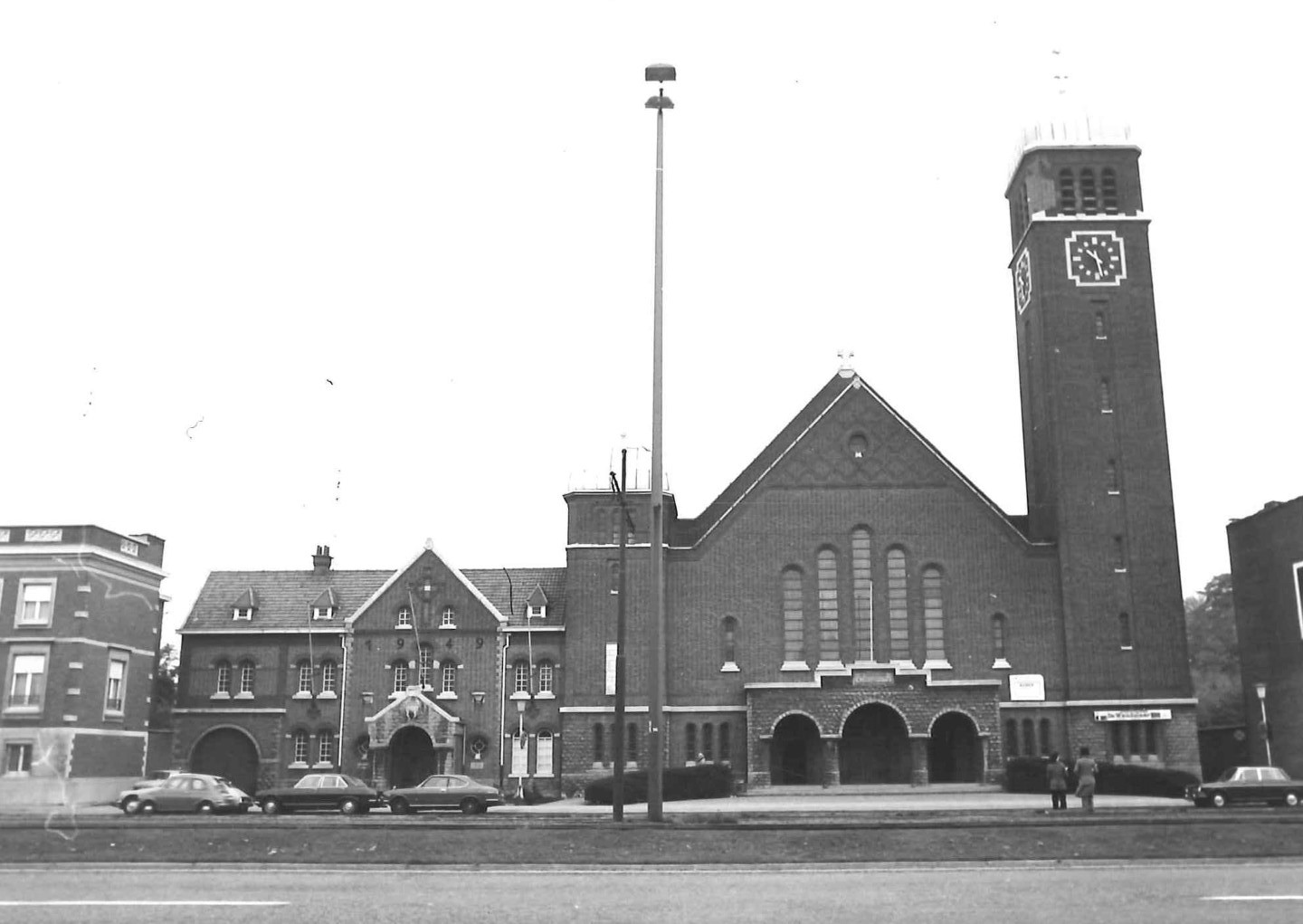
Sint-Theresiakerk en aangrenzend karmelietenklooster

De Sint-Theresiakerk is een parochiekerk in het tot de gemeente Antwerpen behorende district Berchem, gelegen in het Berchemse deel van de wijk Luithagen aan de Grotesteenweg 648-652.
Vanaf 1919-1920 kerkten de bewoners van de wijk aan de Zilverbeek op de grens van Berchem en Mortsel in een voorlopige kapel. Albert Servaes maakte hier een kruisweg voor in de stijl van het expressionisme, wat hem op veel kritiek kwam te staan aangezien deze stijl in die tijd vernieuwend was.
In 1938-1939 werd een nieuwe kerk gebouwd, met daarnaast een karmelietenklooster. De bakstenen kerk heeft een aangebouwde zuidwesttoren en is een driebeukige pseudobasiliek met een zeer breed middenschip dat als een zaalkerk oogt. De toren heeft een helmdak en een soortgelijke koepel is op het schip aangebracht. Het interieur vertoont kenmerken van het expressionisme, zoals parabolische bogen.